# Opisthoxia contrariata
Opisthoxia contrariata är en fjärilsart som beskrevs av W. Warren 1904. Opisthoxia contrariata ingår i släktet Opisthoxia och familjen mätare. Inga underarter finns listade i Catalogue of Life.